# Liberdade econômica
Liberdade econômica é a capacidade das pessoas de uma sociedade de efetuarem ações econômicas. Trata-se de um termo usado em debates econômicos e políticos, bem como na filosofia da economia. Uma abordagem para a liberdade econômica vem da tradição liberal, enfatizando o livre mercado, o livre comércio e a propriedade privada sob a livre iniciativa. Uma outra abordagem da liberdade econômica estende para o estudo da escolha individual na Economia de bem-estar, com maior liberdade econômica proveniente de um conjunto maior de escolhas possíveis. Outras concepções de liberdade econômica incluem a liberdade de querer e a liberdade de se envolver em negociações coletivas.
O ponto de vista liberal do livre mercado define a liberdade econômica como a liberdade de produzir, comercializar e consumir quaisquer bens e serviços adquiridos sem o uso da força, fraude, roubo ou regulamentação governamental. Isso está incorporado no estado de direito, nos direitos de propriedade e na liberdade de contrato, e é caracterizado pela abertura externa e interna dos mercados, pela proteção dos direitos de propriedade e pela liberdade de iniciativa econômica. Existem vários índices de liberdade econômica (como o da Heritage Found, e o da Fraiser Institute) que tentam medir a liberdade econômica do mercado. Com base nesses rankings, estudos descobriram que o maior crescimento econômico está correlacionado com as pontuações mais altas nos rankings dos países do índice. No que diz respeito a outras medidas como igualdade, corrupção, violência política e social e sua correlação com a liberdade econômica, tem sido argumentado que os índices confundem políticas não relacionadas, acabando que ocultando algumas correlações negativas entre crescimento econômico e liberdade.

## Liberdade econômica e política
Alguns defensores do livre mercado argumentam que as liberdades políticas e civis se expandiram simultaneamente com as economias baseadas no mercado e apresentam evidências empíricas para apoiar a afirmação de que as liberdades econômicas e políticas estão ligadas.
Em Capitalism and Freedom (1962), Friedman desenvolveu ainda mais o argumento de Friedrich Hayek de que a liberdade econômica, embora seja um componente extremamente importante da liberdade total, também é uma condição necessária para a liberdade política. Ele comentou que o controle centralizado das atividades econômicas sempre foi acompanhado de repressão política. Em sua opinião, o caráter voluntário de todas as transações em uma economia de livre mercado e a ampla diversidade que ela permite são ameaças fundamentais aos líderes políticos repressivos e diminuem muito o poder de coerção. Através da eliminação do controle centralizado das atividades econômicas, o poder econômico é separado do poder político, e um pode servir de contrapeso ao outro. Friedman sente que o capitalismo competitivo é especialmente importante para grupos minoritários, uma vez que as forças impessoais do mercado protegem as pessoas da discriminação em suas atividades econômicas por razões não relacionadas à sua produtividade.
O economista da Escola Austríaca Ludwig von Mises argumentou que a liberdade econômica e política eram mutuamente dependentes: "A ideia de que a liberdade política pode ser preservada na ausência de liberdade econômica, e vice-versa, é uma ilusão. A liberdade política é o corolário da liberdade econômica. Não é por acaso que a era do capitalismo se tornou também a era do governo pelo povo."
Em The Road to Serfdom, Hayek argumentou que "o controle econômico não é meramente o controle de um setor da vida humana que pode ser separado do resto; é o controle dos meios para todos os nossos fins". Hayek criticou as políticas socialistas como uma ladeira escorregadia que pode levar ao totalitarismo.
Gordon Tullock argumentou que "o argumento Hayek-Friedman" previu governos totalitários em grande parte da Europa Ocidental no final do século 20 - o que não ocorreu. Ele usa o exemplo da Suécia, em que o governo na época controlava 63% do PIB, como exemplo para sustentar seu argumento de que o problema básico com O caminho da Servidão é "que oferecia previsões que se revelaram falsas. O avanço constante do governo em lugares como a Suécia não levou a nenhuma perda de liberdades não econômicas." Enquanto critica Hayek, Tullock ainda elogia a noção liberal clássica de liberdade econômica, dizendo: "Os argumentos para a liberdade política são fortes, assim como os argumentos para a liberdade econômica. Não precisamos fazer um conjunto de argumentos depender do outro."

## Conjuntos de escolhas e liberdade econômica
Amartya Sen e outros economistas consideram que a liberdade econômica é medida em termos do conjunto de escolhas econômicas disponíveis para os indivíduos. A liberdade econômica é maior quando os indivíduos têm mais opções econômicas disponíveis – quando, em algum sentido técnico, o conjunto de escolhas dos indivíduos se expande.

### Liberdade positiva e negativa
As diferenças entre visões alternativas de liberdade econômica foram expressas por Isaiah Berrlin em termos da distinção entre liberdade positiva e liberdade negativa. Os liberais clássicos favorecem um foco na liberdade negativa, como o próprio Berlin. Em contraste, Amartya Sen defende uma compreensão da liberdade em termos de capacidades para perseguir uma série de objetivos. Uma medida que tenta avaliar a liberdade no sentido positivo é a medida de tempo discricionário de Goodin, Rice, Parpo e Eriksson, que é uma estimativa de quanto tempo as pessoas têm à sua disposição durante o qual elas são livres para escolher as atividades nas quais participar, depois de levar em conta o tempo que eles precisam gastar para adquirir as necessidades da vida. Em seu livro Capitalism and Freedom, Milton Friedman explica que a preservação da liberdade é a razão para governos limitados e descentralizados. Ele cria uma liberdade positiva dentro da sociedade, permitindo a liberdade de escolha para um indivíduo em uma sociedade livre.